# Pötzen
Pötzen ist ein Ortsteil der Stadt Hessisch Oldendorf im Weserbergland im Landkreis Hameln-Pyrmont, die direkt am Süntel liegt. Zusammen mit den Ortsteilen Bensen, Haddessen und Höfingen bildet es die Ortschaft Süntel.

## Geschichte
Im Oktober 1948 registrierte Volksschullehrer Martin Beer 616 Einwohner in Pötzen, von denen 305 Einheimische und 311 Flüchtlinge und Evakuierte waren. Diese wohnten in 64 Häusern. Heute leben ca. 540 Einwohner in 130 Häusern. Im Schuljahr 1949/50 besuchten 90 Kinder die hiesige achtklassige Volksschule. Zunächst war Lehrer Beer allein und nach Schuljahresbeginn kam Lehrer Schmöe hinzu. Nach der Währungsreform am 20. Juni 1948 und der Aufhebung der Lebensmittelmarken besserten sich die Lebensumstände.
Bereits damals traten Freizeitbedürfnisse in den Vordergrund, wofür es verschiedene Möglichkeiten gab. Man konnte in die beiden Gaststätten des Ortes einkehren, sich dem Männergesangverein und dem Frauenchor anschließen, Dienst in der Freiwilligen Feuerwehr oder im 1950 gegründeten Musikzug zu leisten und Handball oder Fußball im Turn- und Sportverein Süntel zu spielen. Seit 1953, nachdem die britische Besatzungsmacht das seit Kriegsende geltende Waffenverbot aufgehoben hatte, war Luftgewehr- und Kleinkaliberschießen im Schützenverein möglich.
1974 initiierte der Fanfarenzug des Schützenvereins Pötzen erstmals ein Erntedankfest. Durch eine Spende der Stadt Hessisch Oldendorf von 35 DM konnte im 1975 das erste gemeinsame Erntefest der Dörfer Pötzen und Haddessen veranstaltet werden. Das Fest ist noch heute ein fester Bestandteil des Zusammenlebens beider Dörfer.